# ألان كولبيبر
ألان كولبيبر (بالإنجليزية: Alan Culpepper)‏ هو عداء مراثوني أمريكي، ولد في 15 سبتمبر 1972 في فورت وورث في الولايات المتحدة.

## وصلات خارجية
- ألان كولبيبر على موقع الاتحاد الدولي لألعاب القوى (الإنجليزية)
- ألان كولبيبر على موقع اللجنة الأولمبية الدولية (الإنجليزية)
- ألان كولبيبر على موقع أوليمبيديا (الإنجليزية)
- ألان كولبيبر على موقع اللجنة الأولمبية والبارالمبية الأمريكية (الإنجليزية)